# Déli-Georgia argentin inváziója
1982. április 3-án, a Falkland-szigeteki háború második napján az argentin haditengerészet 60.1 harci köteléke elfoglalta Déli-Georgia szigetét és megadásra kényszerítette az ott állomásozó brit tengerészgyalogosokat. A művelet argentin kódneve a Georgia-hadművelet volt (spanyolul: Operación Georgias), ismert még grytvikeni csata néven is.
A hadművelet során az argentin erők három halottat és kilenc sebesültet veszítettek valamint egy helikopter lezuhant; a brit erők vesztesége 1 fő sérült volt.

## Az előzmények
Az első argentin csoport Déli-Georgián egy civil ócskavas-kereskedő munkásokból álló csoport volt, amely 1982. március 19-én érkezett Leith Harbourba az ARA BahÍa Buen Suceso szállítóhajó fedélzetén. Érkezésüket követően felvonták az argentin zászlót a szigeten. Ennek az eseménynek fontos szerepe volt a Falkland-szigeteki háború kirobbanásában. Bizonyos brit források szerint a civil munkások között argentin katonák is a szigetre érkeztek.
Március 19-én Leith-ben a brit jelenlétet az ott települő Brit Antarktiszi Kutatóállomás személyzete jelentette. A vezetőjük, Trefor Edwards közvetített egy Londonból érkező üzenetet az ARA Bahía Buen Suceso parancsnokának, Briatore kapitánynak, amely az argentin zászló eltávolítását és a csoport távozását követelte. Ugyanakkor az argentinoknak jelentkezniük kellett volna a kutatóállomás vezetőjénél, Steve Martinnál Grytvikenben. Briatore kapitány azt válaszolta, hogy a feladatát a Buenos Aires-i brit nagykövetség felhatalmazásával végzi.
Végül az argentinok levonták a zászlót, de nem jelentkeztek Grytvikenben. A kutatóállomás vezetője ezt jelentette a Falkland-szigetek kormányzójának, Rex Huntnak (Déli-Georgia a Falkland-szigetek irányítása alá tartozott). A kormányzót a londoni kormányzat arra utasította, hogy indítsa útnak Stanley-ből a HMS Endurance antarktiszi járőrhajót, a fedélzetén 22 brit tengerészgyalogossal.

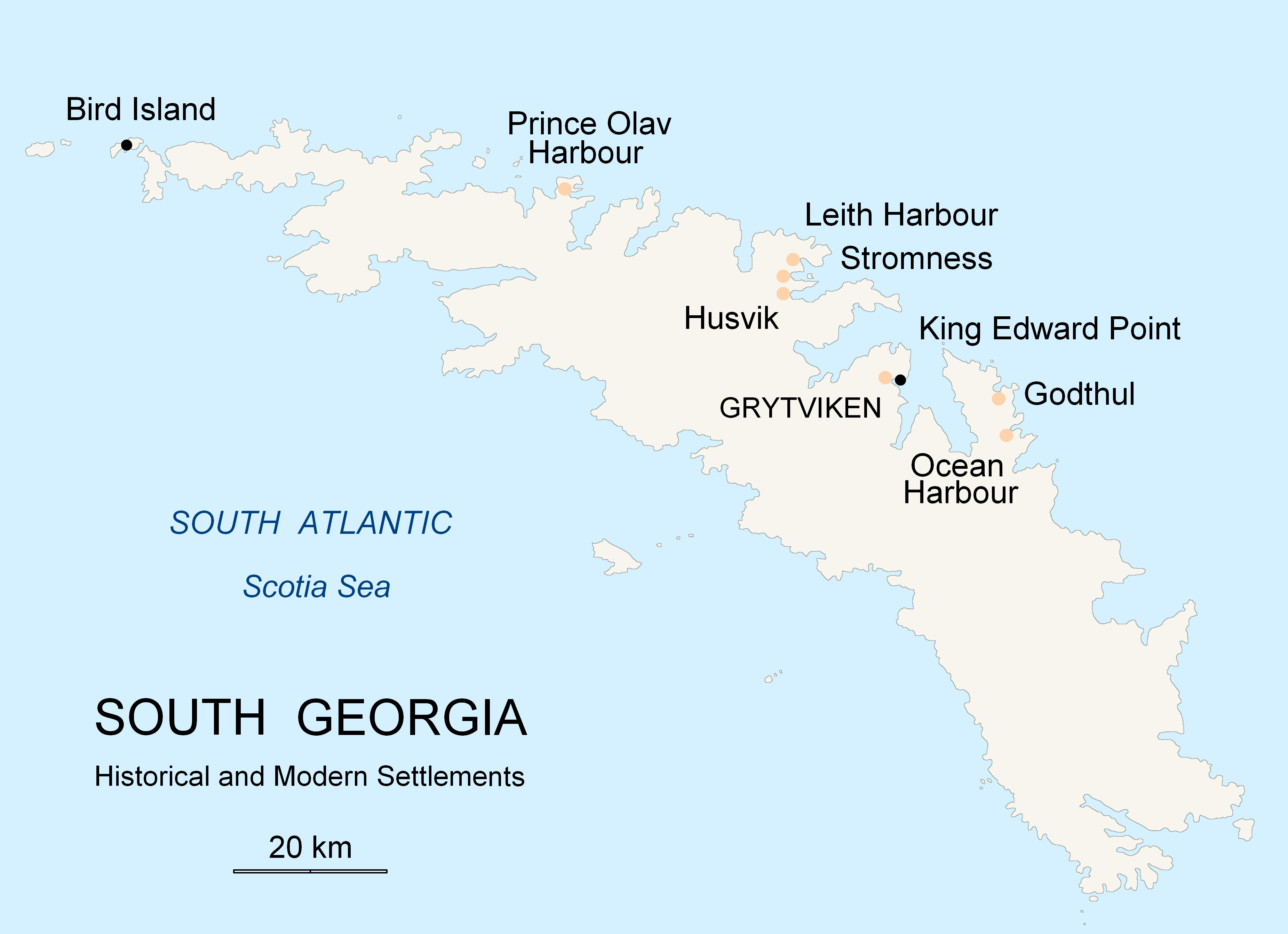
Déli-Georgia szigetének térképe

Az argentin munkások érkezésének indoka az volt, hogy 1978-ban egy argentin üzletember, Constantino Davidoff és a brit Christian Salvesen vállalat szerződést kötött a szigeten található, használaton kívüli bálnavadász-állomás épületeinek elbontására. Ennek a szerződésnek ismeretében az argentin haditengerészet kidolgozott egy tervet a Davidoff üzletre támaszkodva egy álcázott bázis létrehozására a vitatott hovatartozású területen. Ezt a műveletet Alfa-hadműveletnek nevezték el.
Ezt megelőzően a közelmúltban két alkalommal is történtek argentin látogatások. 1981 decemberében az ARA Almirante Irízar jégtörő fedélzetén érkezve Davidoff készített egy felmérést az elbontandó épületekről. 1982 februárjában Adrian Marchessi banki alkalmazott, aki állítólag Davidoff kereskedelmi vetélytársa volt, előre be nem jelentett úton érkezett Leith-be. Marchessi a panamai bejegyzésű Caiman jacht fedélzetéről mérte fel a leith-i épületeket. Később bejelentkezett Grytvikenbe és azt állította, hogy a Davidoff-üzlet részeként tevékenykedik, illetve informálta a brit hatóságokat a decemberi felmérés részleteiről illetve olyan argentin látogatásokról, amelyek még az 1970-es években történtek.
Mivel az argentin fél nem tett eleget a diplomáciai formaságoknak, a brit kormányzat egy kis léptékű beavatkozást rendelt el, ezzel egyidőben a Buenos Aires-i brit nagykövetség hivatalos tiltakozást nyújtott be az argentin kormánynak. Az argentin külügyminiszter válasza látszólag megszüntette a konfliktust: megjegyezte, hogy az ARA Bahía Buen Suceso hamarosan távozik és a feladata egyáltalán nem okozott hivatalos szankciót.
1982. március 22-én reggel az ARA Bahía Buen Suceso elhagyta Leith Harbour-t. Ugyanezen a napon délután a brit kutatóállomás egyik megfigyelőpontjáról argentin személyek jelenlétét vették észre a szigeten és ezt jelentették is London felé. Válaszul a brit külügyminisztérium elrendelte, hogy a HMS Endurance távolítson el minden, Déli-Georgián tartózkodó argentin állampolgárt.
A brit lépésre az argentinok válaszul az ARA Drummond és ARA Granville korvetteket Déli-Georgia és a Falkland-szigetek közé vezényelték, hogy elfogják a visszatérő HMS Endurance-t és átvegyék róla az esetlegesen a fedélzetén levő argentin személyeket. Az HMS Endurance Leith-be érve az ARA Bahía Paraiso antarktiszi kutatóhajót az öbölbe lehorgonyozva találta. Ez a hajó egy 10 fős argentin haditengerészeti különítményt tett partra, akiket korábban a Déli-Orkney-szigeteken vett föl.
Egy lehetséges katonai összecsapással szembesülve a brit külügyminisztérium kompromisszumos megoldást keresett. A brit külügyminiszter, Lord Carrington azt javasolta Nicanor Costa Méndez argentin külügyminiszternek, hogy könnyítsék meg az argentin munkások Déli-Georgián tartózkodását, amely magába foglalta volna az ideiglenes engedélyek lepecsételését az útlevelek helyett, ez kritikus fontosságú engedmény lett volna az argentinok helyzete szempontjából. Az argentin szándék ezzel szemben az volt, hogy az állampolgárai beutazásához az 1971-es egyezmény eljárásait kövessék. Rex Hunt kormányzó erősen ellenezte az egyezménynek ezt a kiterjesztését, amely szerinte csak a falklandi joghatóságra volt érvényes és az aggályait jelezte is a brit kormányzat felé. Végül az argentin külügyminisztérium nem adott egyértelmű választ, így a konfliktus továbbra is megoldatlan maradt. Egy argentin forrás szerint a brit kormányzat március 25-én engedélyezte, hogy az ARA Bahía Paraiso március 28-ig Déli-Georgián maradhasson.

## A Georgia-hadművelet

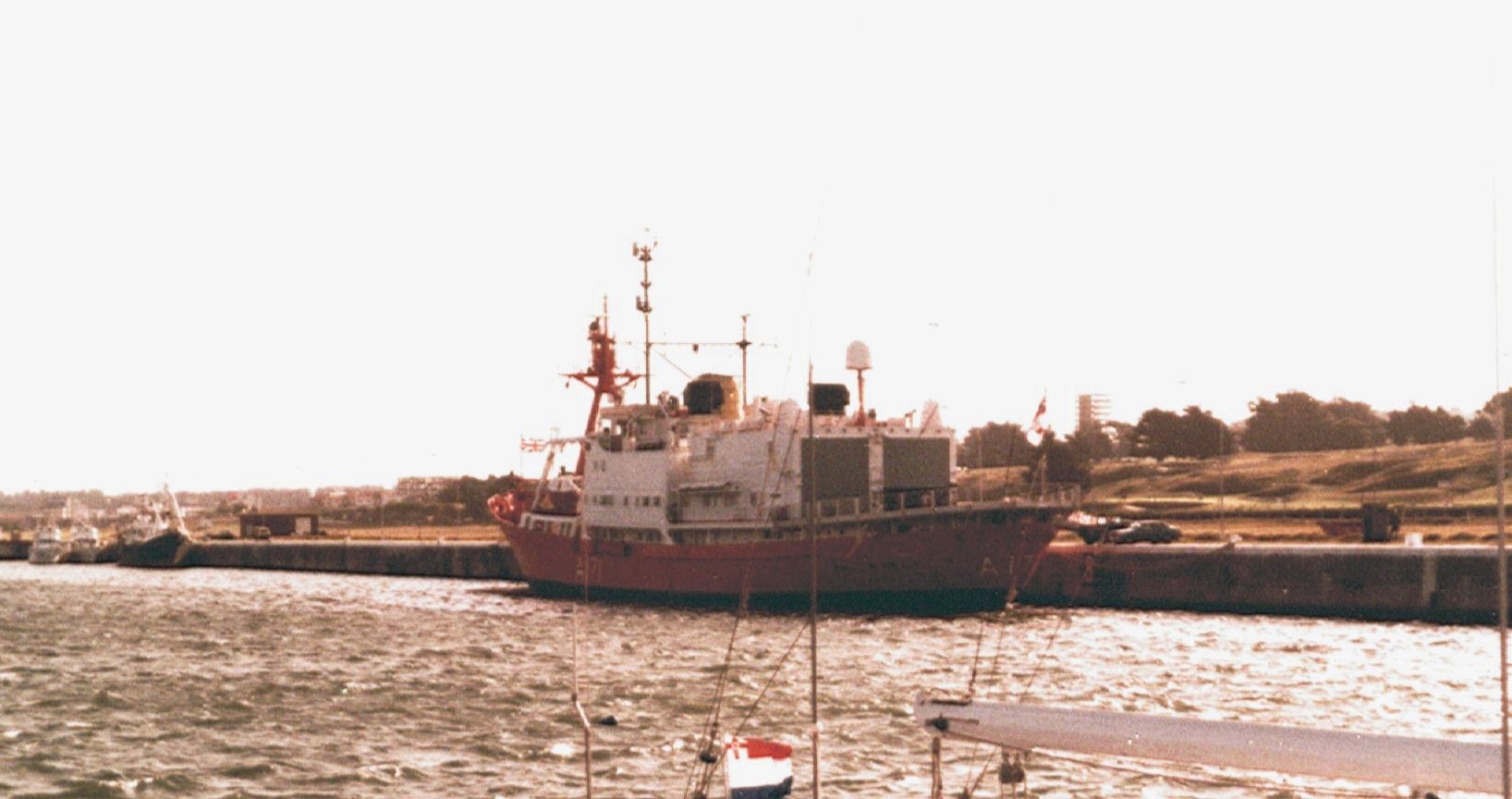
Az HMS Endurance a Mar del Plata-i haditengerészeti bázison 1982 februárjában

### Márciusi események
A Falkland-szigeteken történt argentin partraszállás előtt az ARA Bahía Paraiso és az HMS Endurance egymás helyzetét próbálták lokalizálni és a másik hajó mozgását követni, végül március 31-én elveszítették egymást szem elől. A brit tervek szerint Déli-Georgián Steve Martin marad a vezető, egészen addig, míg az argentin részről ellenséges szándék nem mutatkozik. Ebben az esetben a parancsnokságot a brit tengerészgyalogosok rangidőse, Keith Mills hadnagy veszi át.

### Április 2.
Április 2-án Alfredo Astiz százados bejelentette a Leith-ben tartózkodó argentin csoportnak, hogy Argentína megszállta a Falkland-szigeteket. Az argentin haditengerészet parancsot adott az ARA Guerrico korvettnek (amely 40 tengerészgyalogost illetve egy Puma és egy Alouette III helikoptert szállított), hogy csatlakozzon az ARA Bahía Paraisó-hoz. Ez az erő a 60.1 harci kötelék nevet kapta és az volt a feladata, hogy az ARA Bahia Paraiso parancsnoka, Carlos Trombetta kapitány vezetésével foglalja el Grytvikent.
Stanley bevételéről értesülve Mills hadnagy átvette a parancsnokságot és azonnal drótakadályokat és taposóaknákat telepíttetett a kikötőhöz közeli partszakaszon King Edward Pointnál és megszervezte a Brit Antarktiszi Kutatóállomás épületeinek védelmét. Az Endurance néhány kilométerre a kikötőtől átjátszóállomásként biztosította az összeköttetést a tengerészgyalogosok és London között. A harcérintkezés szabályainak módosítása szerint a britek önvédelemből, figyelmeztetést követően nyithattak tüzet. Egy brit kormányzati intézkedés pedig elrendelte, hogy „Ne álljanak ellen azon a ponton túl, ahol az emberi élet veszélyeztetése már hasztalan!”.
Az argentin művelet eredeti időrendje a rossz időjárás miatt nem volt tartható. Ez a terv számolt Astiz százados különleges műveleti csoportjának partraszállásával Hope Pointnál, Grytviken közelében, hogy biztosítsák a főerők helikopteres kihajózását. Az ARA Guerrico biztosította volna a tűztámogatást a kikötő öblén kívülről. Mivel a korvett érkezését egy vihar hátráltatta, a műveletet egy nappal elhalasztották.
A tervben ezzel együtt több változtatás is történt. Az első csoport kirakását az Alouette III helikopter végezte volna, amelyet három hullámban követtek volna az ARA Bahía Paraiso fedélzetéről az argentin tengerészgyalogosok a Puma helikopteren. Astiz százados csoportja tartalékban maradt volna az ARA Bahia Paraiso fedélzetén. Miután Trombetta kapitány rádión felszólította volna a brit erőket a megadásra, az ARA Guerrico befutott volna a grytvikeni kikötőbe. Az argentin harcérintkezési szabályok szerint a korvett csak a partraszálló katonák kérésére tüzelhetett. Minden argentin résztvevőnek törekednie kellett az ellenségnek okozott veszteség minimalizálására, amennyire csak lehetséges.

### Április 3.

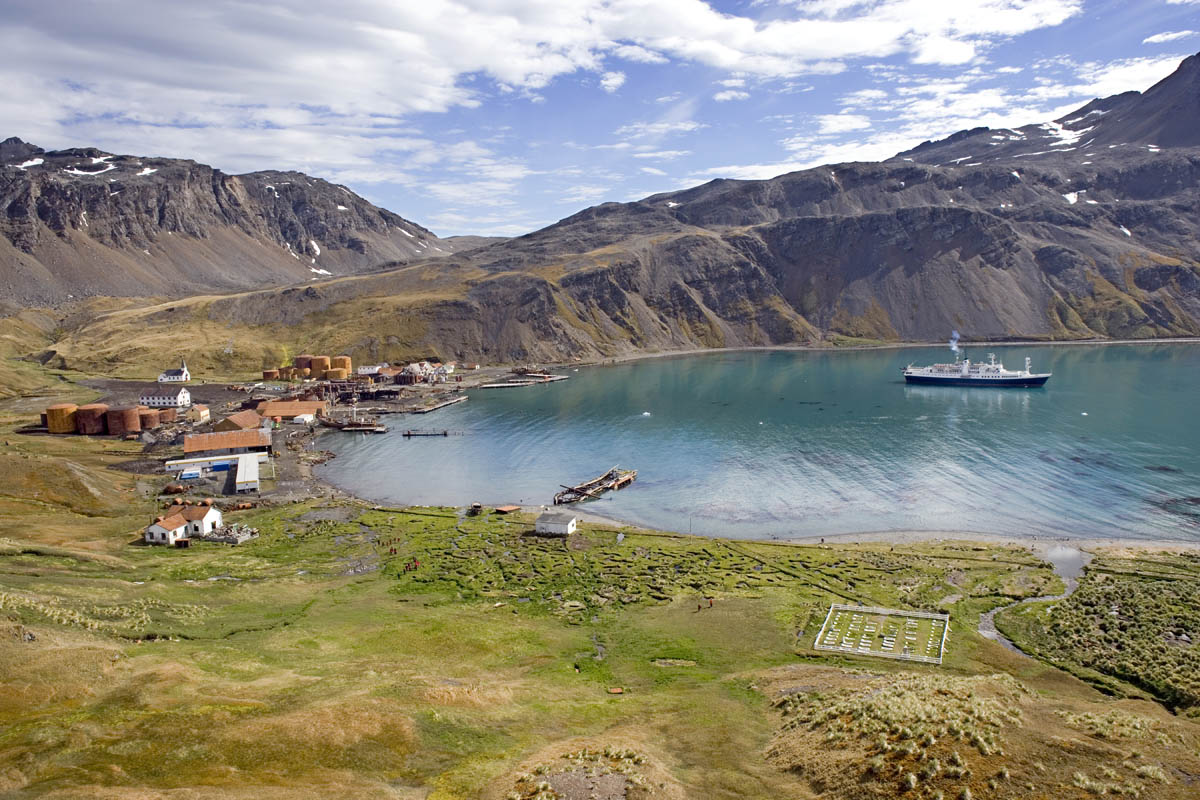
A grytvikeni kikötő (King Edward Cove)

Az időjárás javulása után az argentin művelet kezdetét vette. 7 óra 30 perckor elküldték a megadásra felszólító rádióüzenetet. A Brit Antarktiszi Kutatóállomás személyzete a templomban gyülekezett, ami megfelelő fedezéket biztosított. Az Alouette III helikopter átrepült Grytviken felett és az ARA Guerrico először futott be a kikötő öblébe.
Argentin források szerint Carlos Alfonso kapitány, az ARA Guerrico parancsnoka hezitált, hogy befusson-e a keskeny öbölbe. Trombetta kapitánynak a korvett harckészségével kapcsolatban voltak aggályai , mivel a Puerto Belgranoból kifutása előtt pár nappal még szárazdokkban volt.
Az első 15 argentin tengerészgyalogos 11 óra 41 perckor ért földet King Edward Pointnál, a Shackleton-házzal átellenben (ahol a britek ásták be magukat). Ekkorra az ARA Guerrico azonosította, hogy a brit tengerészgyalogosok pozíciója az öböl szájától északra eső parton van. A Puma helikopter a második hullámot szállítva 11 óra 47 perckor emelt el az ARA Bahía Paraiso fedélzetéről. A már szárazföldön lévő argentin csoport parancsnoka, Héctor Hugo Luna hadnagy az ARA Guerrico-n keresztül (mivel nem volt közvetlen rádiókapcsolata) azt kérte, hogy a második hullám hozzon magával 60 mm-es aknavetőket is, de ekkorra a Puma helikopter már úton volt. A második kirakás tervezett helye Luna hadnagy helyzetétől keletre, jóval a britek által belátott területen belül volt.
A beérkező helikopterre a britek intenzív tüzet vezettek. A pilóta még képes volt átrepülni az öböl felett a sérült géppel, majd kényszerleszállást hajtott végre az öböl déli partján. Két katona meghalt, négy megsebesült. Ugyanekkor Luna hadnagy csoportja megpróbált a brit állások felé manőverezni, de az erős tűz helyhez kötötte őket, ezért Luna tűztámogatást kért a korvettről.

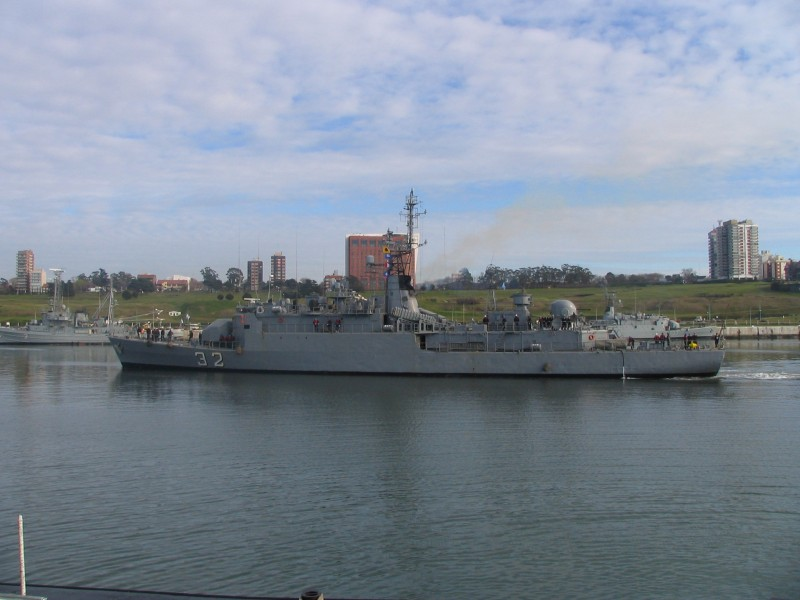
Az ARA Guerrico korvett a Mar del Plata-i haditengerészeti bázison 2005-ben

Az ARA Guerrico ekkor futott be másodjára az öbölbe és 11 óra 55 perckor tüzet nyitott. A 20 mm-es gépágyúk az első lövés után elakadtak, a 40 mm-es gépágyúk pedig csak 6 lövést tudtak leadni. A 100 mm-es ágyú egy lövést tudott leadni. A hajónak tovább kellett haladnia előre, hogy meg tudjon fordulni, ezalatt teljesen védtelen volt. 11 óra 59 perckor a brit tengerészgyalogosok kézifegyverekkel és 84 mm-es páncéltörő gránátokkal eltalálták a korvettet.
Mills hadnagy beszámolója szerint 550 méteres távolságból nyitottak tüzet a hajóra. Az ARA Guerrico legénységéből egy tengerész elesett, öten megsebesültek, a lövedékek megrongálták a 100 mm-es ágyú talapzatát, egy Exocet-indítóállást, egy 40 mm-es gépágyút és több elektromos vezetéket. Az argentin források szerint a hajót több, mint 200 kézifegyverből kilőtt lövedék találta el. Eközben az Alouette III helikopter újabb csoport argentin tengerészgyalogost tett partra a britek lőtávolságán kívül. A tengerészgyalogosok között folytatódó tűzharc során egy brit katona megsérült.
Az ARA Guerrico visszahúzódott a brit tengerészgyalogosok lőtávolságán kívülre, majd miután elhárították a 100 mm-es ágyú akadályát, újra tüzet nyitott. Mivel ezzel szemben már tehetetlenek voltak, Mills hadnagy 12 óra 48 perckor parancsot adott a tüzelés beszüntetésére. Mills egy fehér zászlóval megközelítette az argentinok állásait és megadta magát, miután megítélése szerint "elérte azt a célját, hogy az argentin csapatokat katonai erő alkalmazására kényszerítse". A brit tengerészgyalogosokat Astiz százados csoportja vette őrizetbe, akik a harc alatt végig tartalékban maradtak.
Az HMS Endurance egyik Wasp típusú helikopterét a Cumberland-öbölbe küldte, ahonnan az egy argentin korvettet és egy szállítóhajót jelentett, de harctevékenységre utaló jeleket nem láttak. Az HMS Endurance április 5-éig a Déli-Georgia körüli vizeken maradt.

## Az ütközet után
Az argentin haditengerészet 55 fős tengerészgyalogos különítményt telepített Déli-Georgiára. A 39 argentin munkás Leith-ben maradt.
A két argentin hajó április 4-én indult vissza Río Grandéba, a lefegyverzett brit tengerészgyalogosokkal az ARA Bahía Paraiso fedélzetén. A briteket Rio Grandéből légi úton szállították először Montevideóba, majd onnan az Egyesült Királyságba (április 20-i megérkezéssel). Az ARA Guerrico a harcban szerzett rongálódások miatt elvesztette a tűzereje 50 százalékát, ezért három napig javították szárazdokkban.
A brit hadifoglyokkal szemben tanúsított bánásmódról Andrew Michael Lee tengerészgyalogos később azt nyilatkozta, hogy jól bántak velük és kölcsönös tisztelet volt a jellemző mindkét fél részéről.
„Nem bántak velünk rosszindulatúan. Megértették a munkánkat, amit el kellett végeznünk. Ugyanúgy tengerészgyalogosok voltak, mint mi magunk.”
A Brit Antarktiszi Kutatóállomás személyzete néhány elzárt területen zavartalanul folytatta munkáját egészen a sziget brit visszafoglalásáig. A természetfilmes Cindy Buxtont és asszisztensét az HMS Endurance helikoptere emelte ki a szigetről április 30-án.
Déli-Georgia szigetét a brit erők 1982. április 25-én foglalták vissza a Paraquet-hadművelet során.

## Kitüntetések
- Keith Mills hadnagy a túlerővel szemben vívott harc vezetéséért Distinguished Service Cross-t kapott[29]
- John Anthony Ellerbeck korvettkapitány, az HMS Endurance helikopterpilótája részben az általa ekkor repült felderítő küldetésekért kapott Distinguished Service Cross-t[30]
- Peter James Leach tengerészgyalogos őrmester Distinguished Service Medal-t kapott, amiért 1982. április 2-a éjjelén Leith-ből Grytviken-be vezette a csoportját Gemini csónakokon, majd ott védelmi állást alakított ki a partraszálló argentin erők ellen[29]
- Nick Barker kapitány, az HMS Endurance parancsnoka a Brit Birodalom Rendje parancsnoki fokozatát kapta[31]
- Francisco Solano Páez őrmester az "Argentin Nemzet - harcban mutatott bátorságért" medált kapta[32]

## Fordítás
- Ez a szócikk részben vagy egészben  az   Invasion of South Georgia című angol Wikipédia-szócikk fordításán alapul.  Az eredeti cikk szerkesztőit annak laptörténete sorolja fel. Ez a jelzés csupán a megfogalmazás eredetét és a szerzői jogokat jelzi, nem szolgál a cikkben szereplő információk forrásmegjelöléseként.